# 美宅成樹
美宅 成樹（みたく しげき、1949年3月2日 - ）は、日本の分子生物学者。名古屋大学名誉教授。元日本生物物理学会会長。
三重県松阪市生まれ。1967年三重県立津高等学校卒業。1971年東京大学理学部物理学科卒業、1978年東京大学大学院理学系研究科博士課程中退。1973年「リポゾームの音波物性の研究」で理学博士。1976年東京大学工学部物理工学科助手、1980年東京農工大学工学部助教授、1994年1月教授、2003年名古屋大学大学院工学研究科教授、2006年日本生物物理学会会長、2013年定年退任、名誉教授、豊田理化学研究所客員フェロー。

## 著書
- 『分子のひもの謎を解く 生体をつくる力』裳華房 ポピュラーサイエンス 1992
- 『子どもにきちんと答えられる遺伝子Q&A100 遺伝のしくみからクローンまで』講談社ブルーバックス 2000
- 『分子生物学入門』岩波新書 2002
- 『親から子へ伝わる遺伝のしくみ 生きもの探検!』大石容子絵 数研出版 2007
- 『生物とは何か? ゲノムが語る生物の進化・多様性・病気』共立出版 2013

### 共編著
- 『ヒトゲノム計画と知識情報処理』金久実共編著 培風館 1995
- 『できるバイオインフォマティクス』広川貴次共著 中山書店 2002
- 『バイオインフォマティクス』榊佳之共編 東京化学同人 応用生命科学シリーズ 2003
- 『即活用のためのバイオインフォマティクス入門』広川貴次共著 中山書店 2004
- 『生物物理学ハンドブック』石渡信一,桂勲,桐野豊共編 朝倉書店 2007
- 『Webで実践生物学情報リテラシー』広川貴次共著 中山書店 2013
- 『計算科学講座 7(第2部計算科学の展開)ゲノム系計算科学 バイオインフォマティクスを越え,ゲノムの実像に迫るアプローチ』編 共立出版 2013

### 翻訳
- ジェームス・トレフィル『科学1001の常識 生命・遺伝子・素粒子・宇宙･･･』講談社ブルーバックス 1993
- バートランド・ジョーダン『ヒトゲノム計画とは何か 全世界を巻き込むDNA解析プロジェクト』講談社ブルーバックス 1995
- Robert A.Day『はじめての科学英語論文』丸善 1997
- ジェームス・トレフィル『科学101の未解決問題 まだ誰も答えを知らない』講談社ブルーバックス 1999
- ピーター・リトル『遺伝子と運命 夢と悪夢の分岐点』 講談社ブルーバックス 2004
- R.A.デイ, B.ガステル『世界に通じる科学英語論文の書き方 執筆・投稿・査読・発表』丸善 2010